# Playa de Panjón
La Playa de Panjón se encuentra en la parroquia de Panjón, la cual pertenece al municipio de Nigrán, en la comunidad autónoma de Galicia (España) y se encuentra dentro de la comarca del Val Miñor. Se trata de una playa semiurbana de arena dorada y fina. Tiene unos 1100 metros de longitud y unos 90 metros de anchura media.
- Datos: Q2839584